# Ліберальна партія Канади
Лібера́льна па́ртія Кана́ди (англ. Liberal Party of Canada; фр. Parti libéral du Canada) — одна з найбільших та найстаріших канадських політичних партій. 
Заснована 1867 року. Спочатку об'єднувала захисників «прав провінцій», прибічників вільної торгівлі і більшої незалежності від Великої Британії. Відстоювала державну власність на засоби зв'язку та комунікацій, але була проти втручання держави в господарську діяльність. У 1930-х роках Ліберальна партія підтримувала активну соціальну політику — допомогу безробітним, виплати субсидій фермерам тощо. Партія захищала вільне підприємництво, однак допускала державне економічне регулювання, введення державних програм соціального забезпечення. Основні засади партії: підтримка ліберальних принципів «індивідуальної свободи», відповідальності, а також правової держави. Лідери партії довгий час формували уряд країни, у XX сторіччі Ліберальна партія перебувала при владі 69 років. Після виборів 2006 року мала статус офіційної опозиції в канадському парламенті. Парламентські вибори 2015 року повернули лібералів до влади, яку вони утримують і після виборів 2025 року. З травня 2009 до травня 2011 року партію очолював Майкл Ігнатьєв. З 2013 до 2025 року лідером канадських лібералів був Джастін Трюдо. 9 березня 2025 року партію очолив Марк Карні.
Серед політиків українського походження відомими представниками Ліберальної партії є Борис Вжесневський, Христя Фріланд, Іван Бейкер. У зв'язку з подіями в Україні канадські ліберали обстоюють надання Україні летальної оборонної зброї, відключення банків Росії від платіжної системи SWIFT та підтримки курсу реформ в Україні фінансами та експертами. Ліберали критикували уряд Гарпера за винятки зі санкційних списків Канади щодо російських діячів Сєчина і Якуніна.
Лідерами Ліберальної партії в різні часи були багато впливових політиків Канади, серед яких П'єр Трюдо та його син Джастін Трюдо, Жан Кретьєн та нинішній прем'єр-міністр Канади Марк Карні.